# قلعه بودروم

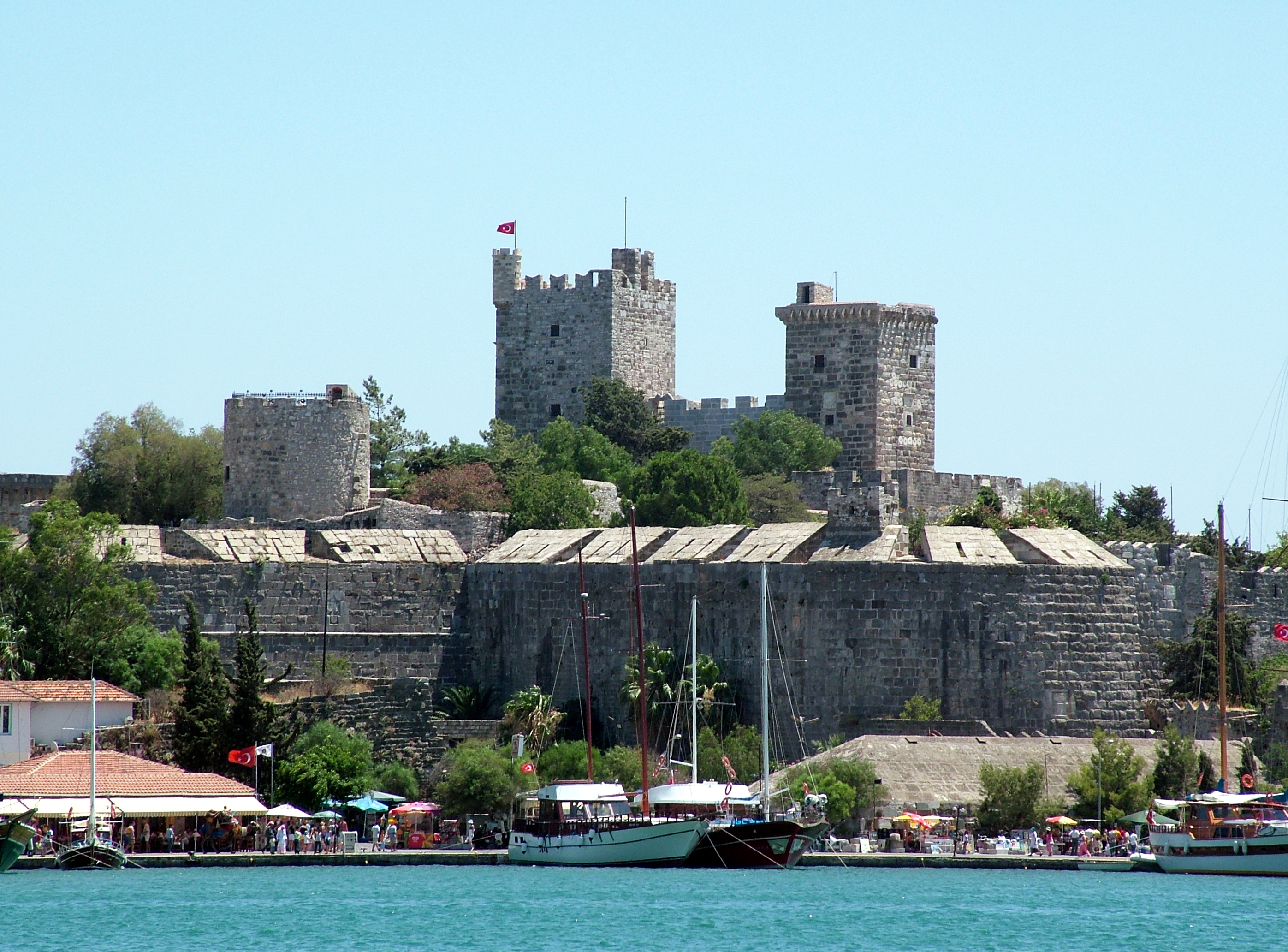
قلعه بودروم

قلعه بودروم یا همان دژ بودروم (ترکی: Bodrum Kalesi ) قلعه ای واقع در جنوب غربی ترکیه و بندر بودروم (۳۷°۱′۵۴″ شمالی ۲۷°۲۵′۴۶″ شرقی / ۳۷٫۰۳۱۶۷°شمالی ۲۷٫۴۲۹۴۴°شرقی) می باشد که در ۱۴۰۲ میلادی توسط شوالیه‌های سنت جان بنا شد و آن را قلعه سنت پیتر می خواندند.
در ساخت قلعه از سنگهای به جا مانده از مقبره هالیکارناسوس استفاده کردند. 